# Ferdinand Habermehl
Ferdinand Habermehl (* 8. März 1854 in Korb bei Adelsheim; † 18. Mai 1938) war von 1889 bis 1919 Oberbürgermeister der Stadt Pforzheim.

## Leben
Als Sohn eines evangelischen Pfarrers am 8. Mai 1854 in Korb bei Adelsheim im Odenwald geboren, begann Ferdinand Habermehl nach dem Besuch des Gymnasiums in Heidelberg ein Studium der Rechtswissenschaften. Er studierte in Würzburg, Leipzig und Heidelberg. Unterbrochen wurde das Studium durch einen einjährigen freiwilligen Wehrdienst.
Nach Beendigung seines Studiums schlug Ferdinand Habermehl die Verwaltungslaufbahn ein und wurde im Alter von 35 Jahren zum Oberamtmann in Karlsruhe ernannt. Obwohl ihm im Staatsdienst eine aussichtsreiche Laufbahn winkte, kandidierte er in Pforzheim für das Amt des Oberbürgermeisters. Die Stelle war vakant, nachdem Emil Kraatz nach Naumburg (Saale) gewechselt war.
Ferdinand Habermehl wurde am 1. August 1889 zum Stadtoberhaupt gewählt. Auf ihn waren 64 Stimmen, auf den damaligen zweiten Bürgermeister Holzwart 42 Stimmen gefallen. Es folgte eine dreißigjährige Amtszeit, während der er 1898, 1907 und kurz vor seinem Rücktritt im Jahr 1919 in seinem Amt als Oberbürgermeister bestätigt wurde. Unwahre Behauptungen zu Sonderzuteilungen von Lebensmitteln nahm Ferdinand Habermehl zum Anlass, im August 1919 zurückzutreten. Nach dem Ausscheiden aus den Diensten der Stadt Pforzheim war er noch einige Jahre Geschäftsführer der 1921 gegründeten Ständigen Musterausstellung der deutschen Schmuckwarenfabriken und verwandter Industrien GmbH (seit 2005: Schmuckwelten Pforzheim). Gegenstand der Gesellschaft war die Ausstellung der Erzeugnisse der Schmuck- und Uhrenindustrie und die Werbearbeit für diesen Industriezweig.
Ferdinand Habermehl erhielt zahlreiche Auszeichnungen, unter anderem das Ritterkreuz 1. Klasse, das Kommandeurskreuz und das Badische Kriegsverdienstkreuz. Nach schwerem Leiden starb er am 18. Mai 1938 im Alter von 84 Jahren. Er wurde in einem Ehrengrab auf dem Hauptfriedhof Pforzheim beigesetzt. Ihm zu Ehren wurde die Habermehlstraße in der Pforzheimer Weststadt nach ihm benannt.

## Wirken als Oberbürgermeister

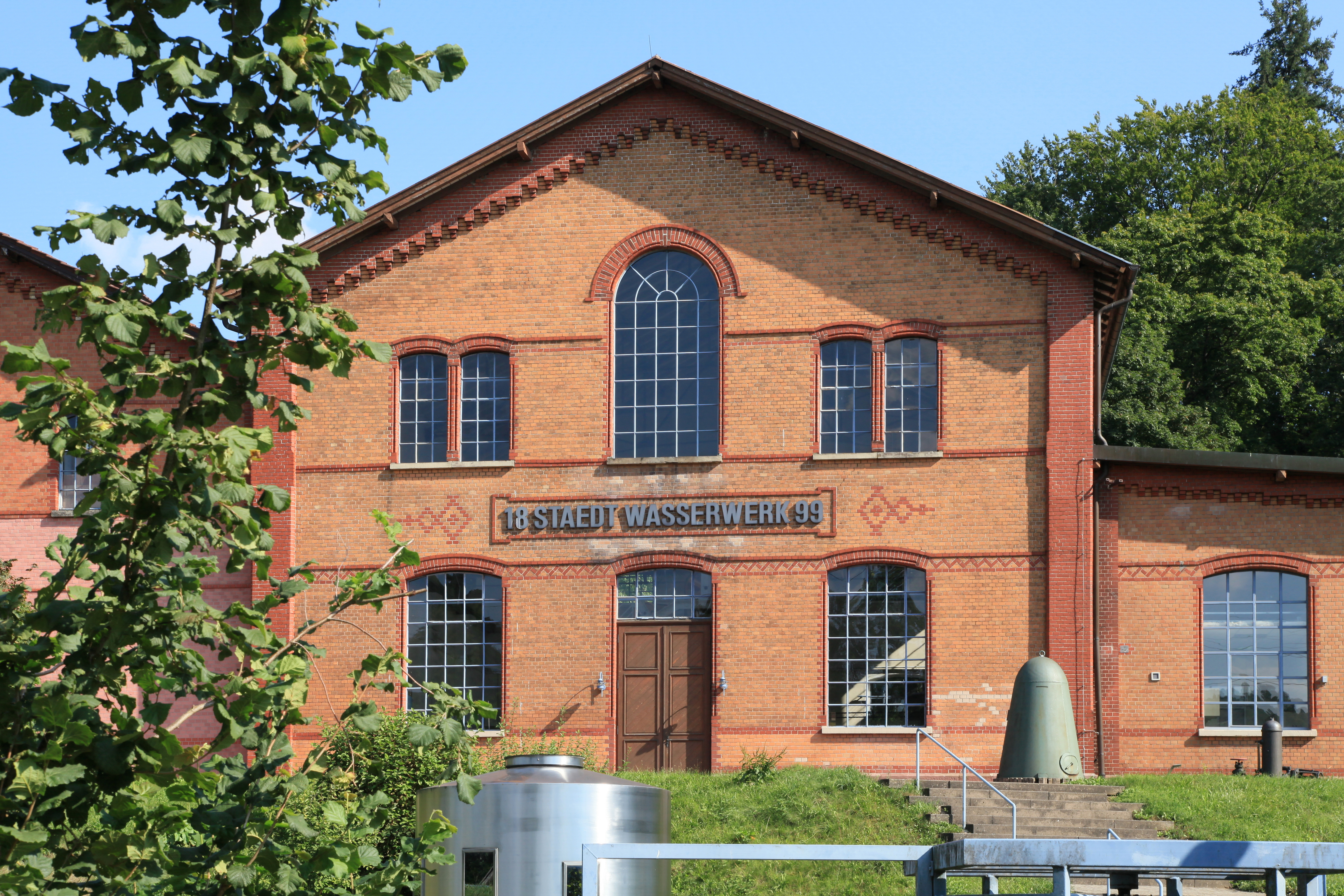
Das Wasserwerk Friedrichsberg entstand in der Amtszeit von Ferdinand Habermehl als Oberbürgermeister

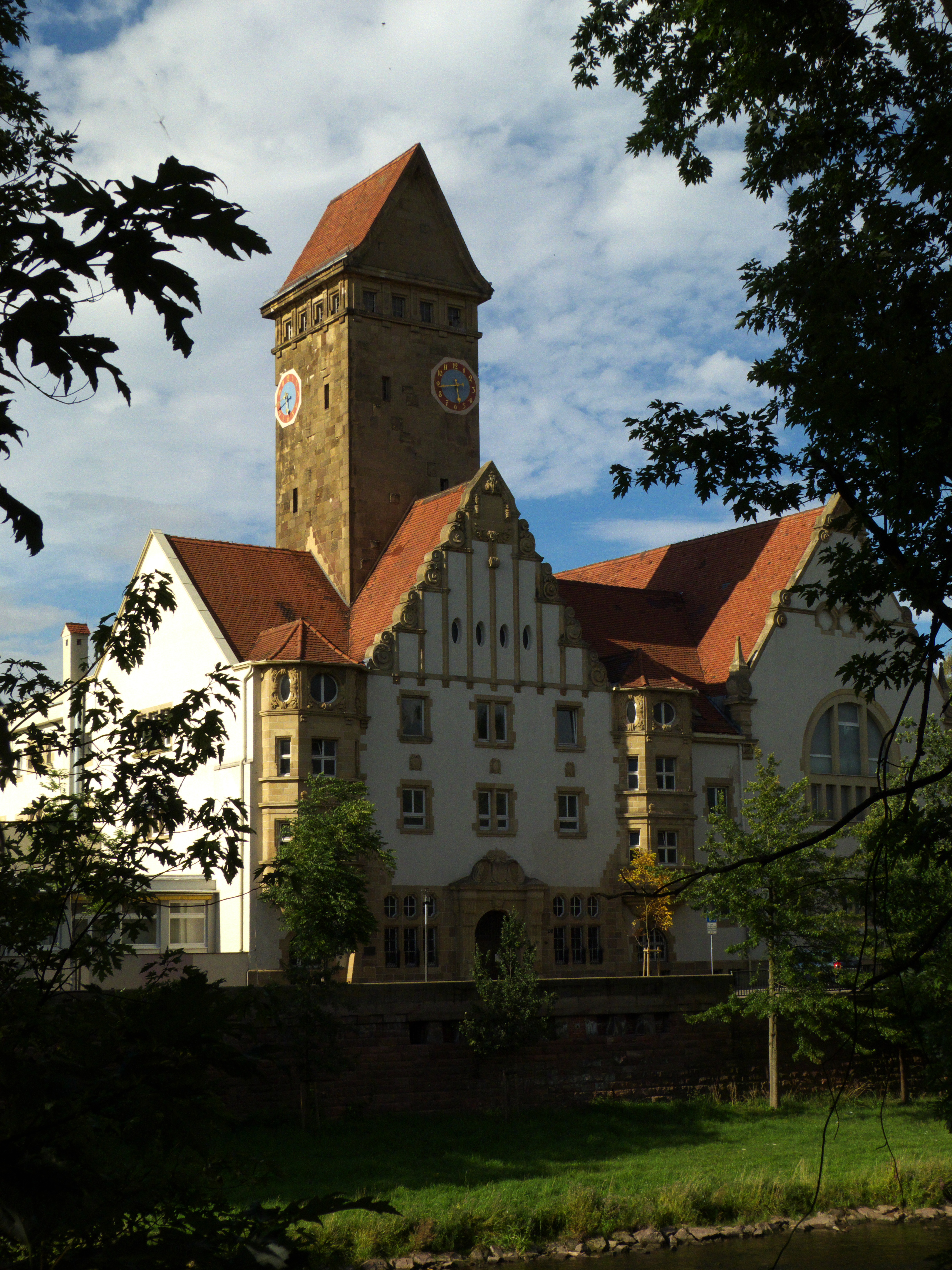
Ansicht der Alten Halle des Pforzheimer Stadtbads

Auf Veranlassung des badischen Großherzogs bewarb sich Ferdinand Habermehl um den Posten als Pforzheimer Oberbürgermeister, den er über die Gründerzeit und Ersten Weltkrieg hinweg ausfüllte. Pforzheim baute seinen Ruf als Schmuckstadt von Weltgeltung aus, nicht zuletzt auf Grund der Entfaltung der Doubléindustrie. Die Bevölkerung der Stadt wuchs während seiner dreißigjährigen Amtszeit von 30.000 auf 80.000 Einwohner.
Ferdinand Habermehl gewährte jede Vergünstigung zum Ausbau der Industrie. Er ließ das Gaswerk neuzeitlich umbauen und ein Elektrizitätswerk errichten. Die unzureichende Wasserversorgung wurde durch den Bau des Wasserwerks Friedrichsberg behoben. Das Straßennetz wurde verbessert und das Rathaus nach einem Brand neu aufgebaut. Damals entstanden die Oberrealschule, die Hildaschule und mehrere neue Volksschulen. Die Fachschulen wurden verbessert und erweitert. Der Saalbau, das Stadtbad, das Theater und die Friedhofsanlage mit Krematorium entstanden in dieser Zeit.
Infolge von Typhusepidemien in den 1890er-Jahren wurde eine Kanalisation errichtet, zudem wurde die Flusskorrektion von Enz und Nagold vorgenommen. Brötzingen und Dillweißenstein wurden eingemeindet. Im Jahr 1919 beantragte Ferdinand Habermehl wegen unwahren Unterstellungen seine Ablösung und trat in den Ruhestand. Auch seine vollständige Rehabilitierung konnte seinen Entschluss nicht beeinflussen. Im Jahr 1920 führten Industrie und Handel eine Sammlung durch, die 140.000 Mark erbrachte und dem abgetretenen Oberbürgermeister als Geschenk der dankbaren Bevölkerung überreicht wurde.